# Magyarország a 2018-as úszó-Európa-bajnokságon
Magyarország a Nagy-Britanniában, a skóciai Glasgow-ban megrendezendő 2018-as úszó-Európa-bajnokság egyik részt vevő nemzete volt.

## Versenyzők száma
| Sportág, szakág  | Magyar résztvevő | Magyar résztvevő | Magyar résztvevő |
| Sportág, szakág  | Férfi            | Nő               | Össz.            |
| Úszás            | 17               | 9                | 26               |
| Nyílt vízi úszás | 3                | 3                | 6                |
| Szinkronúszás    | 0                | 1                | 1                |
| Összesen         | 20               | 13               | 33               |

## Érmesek
| Érem  | Versenyző         | Versenyszám      | Versenyszám          | Dátum         |
| ----- | ----------------- | ---------------- | -------------------- | ------------- |
| Arany | Milák Kristóf     | úszás            | Férfi 200 m pillangó | augusztus 5.  |
| Arany | Kapás Boglárka    | úszás            | Női 200 m pillangó   | augusztus 6.  |
| Arany | Rasovszky Kristóf | nyílt vízi úszás | Férfi 5 km           | augusztus 8.  |
| Arany | Hosszú Katinka    | úszás            | Női 200 m vegyes     | augusztus 8.  |
| Arany | Verrasztó Dávid   | úszás            | Férfi 400 m vegyes   | augusztus 9.  |
| Arany | Rasovszky Kristóf | nyílt vízi úszás | Férfi 25 km          | augusztus 12. |
| Ezüst | Késely Ajna       | úszás            | Női 800 m gyors      | augusztus 4.  |
| Ezüst | Kenderesi Tamás   | úszás            | Férfi 200 m pillangó | augusztus 5.  |
| Ezüst | Rasovszky Kristóf | nyílt vízi úszás | Férfi 10 km          | augusztus 9.  |
| Ezüst | Késely Ajna       | úszás            | Női 400 m gyors      | augusztus 9.  |
| Bronz | Késely Ajna       | úszás            | Női 1500 m gyors     | augusztus 7.  |
| Bronz | Burián Katalin    | úszás            | Női 200 m hát        | augusztus 9.  |

## Úszás
Férfi
| Versenyző | Versenyszám      | Előfutam     | Előfutam     | Előfutam     | Elődöntő | Elődöntő | Elődöntő | Döntő   | Döntő    |
| Versenyző | Versenyszám      | Idő          | Hely.        | Össz.        | Idő      | Hely.    | Össz.    | Idő     | Helyezés |
| --- | ---------------- | ------------ | ------------ | ------------ | -------- | -------- | -------- | ------- | -------- |
| Biczó Bence | 200 m gyors      | 1:51,12      | 1.           | 48.          | kiesett  | kiesett  | kiesett  | kiesett | kiesett  |
| Biczó Bence | 100 m pillangó   | 54,53        | 4.           | 45.          | kiesett  | kiesett  | kiesett  | kiesett | kiesett  |
| Biczó Bence | 200 m pillangó   | 1:55,86      | 2.           | 3.           | kiesett  | kiesett  | kiesett  | kiesett | kiesett  |
| Bohus Richárd | 50 m gyors       | visszalépett | visszalépett | visszalépett | kiesett  | kiesett  | kiesett  | kiesett | kiesett  |
| Bohus Richárd | 100 m gyors      | 49,71        | 8.           | 24.          | kiesett  | kiesett  | kiesett  | kiesett | kiesett  |
| Bohus Richárd | 50 m hát         | visszalépett | visszalépett | visszalépett | kiesett  | kiesett  | kiesett  | kiesett | kiesett  |
| Bohus Richárd | 100 m hát        | 54,85        | 6.           | 15.          | 54,58    | 5.       | 10.      | kiesett | kiesett  |
| Cseh László | 400 m gyors      | 3:55,49      | 8.           | 27.          |          |          |          | kiesett | kiesett  |
| Cseh László | 50 m pillangó    | 23,53        | 2.           | 7.           | 23,48    | 4.       | 9.       | kiesett | kiesett  |
| Cseh László | 100 m pillangó   | 51,92        | 1.           | 4.           | 51,65    | 1.       | 1.       | 51,84   | 8.       |
| Cseh László | 200 m pillangó   | 1:55,91      | 1.           | 5.           | kiesett  | kiesett  | kiesett  | kiesett | kiesett  |
| Gyurta Gergely | 1500 m gyors     | 15:28,70     | 9.           | 16.          |          |          |          | kiesett | kiesett  |
| Gyurta Gergely | 400 m vegyes     | 4:18,64      | 4.           | 10.          |          |          |          | kiesett | kiesett  |
| Holló Balázs | 400 m gyors      | 3:51,56      | 9.           | 17.          |          |          |          | kiesett | kiesett  |
| Holló Balázs | 400 m vegyes     | visszalépett | visszalépett | visszalépett |          |          |          | kiesett | kiesett  |
| Holoda Péter | 50 m gyors       | 22,78        | 1.           | =27.         | kiesett  | kiesett  | kiesett  | kiesett | kiesett  |
| Holoda Péter | 100 m gyors      | 49,96        | 4.           | 33.          | kiesett  | kiesett  | kiesett  | kiesett | kiesett  |
| Horváth Dávid | 50 m mell        | 29,03        | 9.           | 46.          | kiesett  | kiesett  | kiesett  | kiesett | kiesett  |
| Horváth Dávid | 100 m mell       | 1:01,39      | 8.           | 28.          | kiesett  | kiesett  | kiesett  | kiesett | kiesett  |
| Horváth Dávid | 200 m mell       | 2:11,85      | 4.           | 14.          | 2:10,70  | 6.       | 11.      | kiesett | kiesett  |
| Kenderesi Tamás | 200 m pillangó   | 1:54,91      | 1.           | 2.           | 1:55,16  | 1.       | 1.       | 1:54,36 |          |
| Kozma Dominik | 100 m gyors      | 49,11        | 4.           | 12.          | 49,05    | 6.       | =13.     | kiesett | kiesett  |
| Kozma Dominik | 200 m gyors      | visszalépett | visszalépett | visszalépett | kiesett  | kiesett  | kiesett  | kiesett | kiesett  |
| Lakatos Dávid | 800 m gyors      | 8:07,51      | 9.           | 23.          |          |          |          | kiesett | kiesett  |
| Lakatos Dávid | 1500 m gyors     | 15:33,96     | 8.           | 17.          |          |          |          | kiesett | kiesett  |
| Milák Kristóf | 50 m pillangó    | 24,29        | 7.           | 37.          | kiesett  | kiesett  | kiesett  | kiesett | kiesett  |
| Milák Kristóf | 100 m pillangó   | 52,04        | 2.           | 5.           | 51,76    | 3.       | 4.       | 51,51   | 4.       |
| Milák Kristóf | 200 m pillangó   | 1:54,17      | 1.           | 1.           | 1:55,38  | 1.       | 2.       | 1:52,79 |          |
| Németh Nándor | 50 m gyors       | 22,77        | 4.           | 26.          | kiesett  | kiesett  | kiesett  | kiesett | kiesett  |
| Németh Nándor | 100 m gyors      | 48,93        | 3.           | =9.          | 48,48    | 3.       | =3.      | 48,55   | 6.       |
| Németh Nándor | 200 m gyors      | 1:49,41      | =7.          | 19.          | kiesett  | kiesett  | kiesett  | kiesett | kiesett  |
| Telegdy Ádám | 50 m hát         | 26,16        | 2.           | 36.          | kiesett  | kiesett  | kiesett  | kiesett | kiesett  |
| Telegdy Ádám | 200 m hát        | 1:58,96      | 3.           | 7.           | 1:59,05  | 6.       | 12.      | kiesett | kiesett  |
| Verrasztó Dávid | 200 m vegyes     | 2:00,94      | 5.           | 15.          | 2:00,90  | 7.       | 12.      | kiesett | kiesett  |
| Verrasztó Dávid | 400 m vegyes     | 4:14,18      | 1.           | 1.           |          |          |          | 4:10,65 |          |
| Kozma Dominik Németh Nándor Holoda Péter Bohus Richárd                                                                       | 4 × 100 m gyors  | 3:15,55      | 2.           | 3.           |          |          |          | 3:14,51 | 4.       |
| Holló Balázs Telegdy Ádám Grátz Benjámin Biczó Bence                                                                         | 4 × 200 m gyors  | 7:18,19      | 5.           | 9.           |          |          |          | kiesett | kiesett  |
| Elődöntő: Balog Gábor Horváth Dávid Cseh László Kozma Dominik Döntő: Bohus Richárd Horváth Dávid Milák Kristóf Németh Nándor | 4 × 100 m vegyes | 3:35,50      | 1.           | 2.           |          |          |          | 3:34,24 | 5.       |

Női
| Versenyző                                                         | Versenyszám      | Előfutam     | Előfutam     | Előfutam     | Elődöntő | Elődöntő | Elődöntő | Döntő    | Döntő    |
| Versenyző                                                         | Versenyszám      | Idő          | Hely.        | Össz.        | Idő      | Hely.    | Össz.    | Idő      | Helyezés |
| ----------------------------------------------------------------- | ---------------- | ------------ | ------------ | ------------ | -------- | -------- | -------- | -------- | -------- |
| Burián Katalin                                                    | 50 m hát         | 28,94        | 8.           | 25.          | kiesett  | kiesett  | kiesett  | kiesett  | kiesett  |
| Burián Katalin                                                    | 100 m hát        | 1:00,28      | 5.           | 8.           | 1:00,01  | 5.       | 7.       | 1:00,05  | 7.       |
| Burián Katalin                                                    | 200 m hát        | 2:10,22      | 1.           | 2.           | 2:07,65  | 2.       | 2.       | 2:07,43  |          |
| Hosszú Katinka                                                    | 100 m hát        | 1:00,15      | 4.           | 7.           | 59,67    | 1.       | 2.       | 59,64    | 4.       |
| Hosszú Katinka                                                    | 200 m hát        | visszalépett | visszalépett | visszalépett | kiesett  | kiesett  | kiesett  | kiesett  | kiesett  |
| Hosszú Katinka                                                    | 200 m vegyes     | 2:11,09      | 1.           | 1.           | 2:10,49  | 1.       | 2.       | 2:10,17  |          |
| Jakabos Zsuzsanna                                                 | 200 m pillangó   | 2:09,46      | 1.           | 5.           | kiesett  | kiesett  | kiesett  | kiesett  | kiesett  |
| Jakabos Zsuzsanna                                                 | 200 m vegyes     | 2:13,37      | 2.           | 6.           | 2:12,96  | 2.       | 6.       | 2:13,37  | 8.       |
| Jakabos Zsuzsanna                                                 | 400 m vegyes     | 4:39,26      | 2.           | 4.           |          |          |          | 4:38,48  | 5.       |
| Késely Ajna                                                       | 400 m gyors      | 4:08,77      | 1.           | 1.           |          |          |          | 4:03,57  |          |
| Késely Ajna                                                       | 800 m gyors      | 8:27,96      | 2.           | 2.           |          |          |          | 8:22,01  |          |
| Késely Ajna                                                       | 1500 m gyors     | 16:19,14     | 2.           | 3.           |          |          |          | 16:03,22 |          |
| Kapás Boglárka                                                    | 400 m gyors      | 4:14,23      | 4.           | 10.          |          |          |          | kiesett  | kiesett  |
| Kapás Boglárka                                                    | 800 m gyors      | 8:35,35      | 3.           | 5.           |          |          |          | 8:26,32  | 5.       |
| Kapás Boglárka                                                    | 200 m pillangó   | 2:09,29      | 3.           | 4.           | 2:07,75  | 2.       | 3.       | 2:07,13  |          |
| Sebestyén Dalma                                                   | 100 m pillangó   | 1:00,80      | 3.           | 27.          | kiesett  | kiesett  | kiesett  | kiesett  | kiesett  |
| Sebestyén Dalma                                                   | 100 m mell       | 1:10,21      | 6.           | 35.          | kiesett  | kiesett  | kiesett  | kiesett  | kiesett  |
| Sebestyén Dalma                                                   | 200 m vegyes     | 2:15,53      | 5.           | 17.          | kiesett  | kiesett  | kiesett  | kiesett  | kiesett  |
| Szilágyi Liliána                                                  | 50 m pillangó    | 27,09        | 8.           | 21.          | kiesett  | kiesett  | kiesett  | kiesett  | kiesett  |
| Szilágyi Liliána                                                  | 100 m pillangó   | 58,95        | 4.           | 12.          | 58,53    | 5.       | 11.      | kiesett  | kiesett  |
| Szilágyi Liliána                                                  | 200 m pillangó   | 2:09,02      | 2.           | 3.           | 2:08,70  | 3.       | 5.       | 2:08,69  | 6.       |
| Sztankovics Anna                                                  | 50 m mell        | 31,15        | 5.           | 12.          | 31,34    | 5.       | 11.      | kiesett  | kiesett  |
| Sztankovics Anna                                                  | 100 m mell       | 1:08,05      | 3.           | 11.          | 1:08,49  | 7.       | 15.      | kiesett  | kiesett  |
| Verrasztó Evelyn                                                  | 100 m pillangó   | 59,94        | 6.           | 18.          | kiesett  | kiesett  | kiesett  | kiesett  | kiesett  |
| Verrasztó Evelyn                                                  | 200 m vegyes     | 2:15,04      | 7.           | 12.          | kiesett  | kiesett  | kiesett  | kiesett  | kiesett  |
|                                                                   | 4 × 100 m gyors  | visszalépett | visszalépett | visszalépett |          |          |          | kiesett  | kiesett  |
|                                                                   | 4 × 200 m gyors  | visszalépett | visszalépett | visszalépett |          |          |          | kiesett  | kiesett  |
| Hosszú Katinka Sztankovics Anna Szilágyi Liliána Verrasztó Evelyn | 4 × 100 m vegyes | 4:03,92      | 3.           | 8.           |          |          |          | 4:04,58  | 8.       |

1. 1 2 3 4  Egy országból legfeljebb két versenyző juthatott tovább.
2. ↑  Szétúszás: 1:49,55 – 1. hely

Vegyes
| Versenyző | Versenyszám      | Előfutam | Előfutam | Előfutam | Döntő   | Döntő    |
| Versenyző | Versenyszám      | Idő      | Hely.    | Össz.    | Idő     | Helyezés |
| --- | ---------------- | -------- | -------- | -------- | ------- | -------- |
| Elődöntő: Bohus Richárd Lobanovszkij Maxim Verrasztó Evelyn Szilágyi Liliána Döntő: Németh Nándor Kozma Dominik Jakabos Zsuzsanna Verrasztó Evelyn | 4 × 100 m gyors  | 3:30,80  | 4.       | 7.       | 3:29,30 | 6.       |
| Elődöntő: Holló Balázs Grátz Benjámin Jakabos Zsuzsanna Verrasztó Evelyn Döntő: Milák Kristóf Németh Nándor Hosszú Katinka Jakabos Zsuzsanna       | 4 × 200 m gyors  | 7:44,46  | 3.       | 7.       | 7:31,19 | 4.       |
| Balog Gábor Sztankovics Anna Verrasztó Evelyn Kozma Dominik                                                                                        | 4 × 100 m vegyes | kizárták | kizárták | kizárták | kiesett | kiesett  |

## Nyílt vízi úszás
Férfi
| Versenyző         | Versenyszám | Idő       | Helyezés |
| ----------------- | ----------- | --------- | -------- |
| Huszti Dávid      | 10 km       | feladta   | feladta  |
| Rasovszky Kristóf | 5 km        | 52:38,9   |          |
| Rasovszky Kristóf | 10 km       | 1:49:28,6 |          |
| Rasovszky Kristóf | 25 km       | 4:57.53,5 |          |
| Székelyi Dániel   | 5 km        | 53:12,5   | 10.      |
| Székelyi Dániel   | 10 km       | 1:49:53,3 | 14.      |
| Székelyi Dániel   | 25 km       | 5:03:34,6 | 14.      |

Női
| Versenyző         | Versenyszám | Idő       | Helyezés |
| ----------------- | ----------- | --------- | -------- |
| Novoszáth Melinda | 10 km       | 2:02:28,9 | 20.      |
| Olasz Anna        | 10 km       | 1:57:43,8 | 11.      |
| Olasz Anna        | 25 km       | 5:24:35,9 | 6.       |
| Sömenek Onon Kata | 10 km       | 2:02:12,4 | 18.      |
| Sömenek Onon Kata | 25 km       | 5:28:28,0 | 10.      |

Csapat
| Versenyző                                                   | Versenyszám | Idő      | Helyezés |
| ----------------------------------------------------------- | ----------- | -------- | -------- |
| Huszti Dávid Novoszáth Melinda Olasz Anna Rasovszky Kristóf | Csapat      | kizárták | kizárták |

## Szinkronúszás
| Versenyző  | Versenyszám           | Selejtező | Selejtező | Döntő   | Döntő   |
| Versenyző  | Versenyszám           | Pont      | Hely      | Pont    | Hely    |
| ---------- | --------------------- | --------- | --------- | ------- | ------- |
| Kiss Szofi | Egyéni rövid program  |           |           | 76,4918 | 14.     |
| Kiss Szofi | Egyéni szabad program | 79,2333   | 13.       | kiesett | kiesett |